# Йовьорхангай
Йовьорхангай (на монголски: Өвөрхангай), буквално: Южен Хангай) е един от 21 аймаци в Монголия. Административният център на аймака е град Арвайхер (24 200 души).
Площта му е 62 900 квадратни километра, а населението – 116 645 души (по приблизителна оценка от декември 2018 г.).
На север Йовьорхангай граничи с аймаците Булган и Архангай, на юг – с Йомньо Гови, на запад – с Баянхонгор, на изток – с Дунд Гови и Тьов. Йовьорхангай е разположен по северните склонове на планинската верига Хангай, откъдето е и името на провинцията.
На територията на Йовьорхангай са разположени 2 от най-старите будистки манастири в Монголия – Ердене Зу и Шанх.
Провинцията може да бъде достигната най-лесно чрез постоянните вътрешни полети от Улан Батор и Алтай до административния център Арвайхер.

## Административно деление
| Сум             | Монголски                       |
| --------------- | ------------------------------- |
| Арвайхер *      | на монголски: Арвайхээр         |
| Барун Баян Улан | на монголски: Баруун Баян-Улаан |
| Бат Йолзий      | на монголски: Бат-Өлзий         |
| Баян Йондьор    | на монголски: Баян-Өндөр        |
| Баянгол         | на монголски: Баянгол           |
| Богд            | на монголски: Богд              |
| Бурд            | на монголски: Бүрд              |
| Гучин Ус        | на монголски: Гучин-Ус          |
| Хархорин        | на монголски: Хархорин          |
| Хайрхандулан    | на монголски: Хайрхандулаан     |
| Хужирт          | на монголски: Хужирт            |
| Нарийнтел       | на монголски: Нарийнтээл        |
| Йолзийт         | на монголски: Өлзийт            |
| Сант            | на монголски: Сант              |
| Тарагт          | на монголски: Тарагт            |
| Тьогрьог        | на монголски: Төгрөг            |
| Уянга           | на монголски: Уянга             |
| Есьонзуйл       | на монголски: Есөнзүйл          |
| Зунбаян Улан    | на монголски: Зүүнбаян-Улаан    |

* столицата на аймака